# Дзежкі
Дзежкі (пол. Dzieżki) — село в Польщі, у гміні Моньки Монецького повіту Підляського воєводства.
Населення — 128 осіб (2011).
У 1975-1998 роках село належало до Білостоцького воєводства.

## Демографія
Демографічна структура станом на 31 березня 2011 року:
|          | Загалом | Допрацездатний вік | Працездатний вік | Постпрацездатний вік |
| -------- | ------- | ------------------ | ---------------- | -------------------- |
| Чоловіки | 68      | 13                 | 45               | 10                   |
| Жінки    | 60      | 10                 | 37               | 13                   |
| Разом    | 128     | 23                 | 82               | 23                   |